# George McKenzie
Pour les articles homonymes, voir McKenzie.
George McKenzie est un boxeur écossais né le 22 septembre 1900 et mort le 5 avril 1941 à Édimbourg.

## Carrière
Champion britannique de boxe amateur en 1920 dans la catégorie poids coqs, il remporte aux Jeux olympiques d'été de 1920 à Anvers la médaille de bronze. Après une victoire aux points face au norvégien John Koss, McKenzie perd en demi-finale contre Clarence Walker. Il passe professionnel en 1922 et devient en 1924 champion d’Écosse puis champion britannique. Il met un terme à sa carrière en 1931 sur un bilan de 11 victoires, 5 défaites et 1 match nul.

## Palmarès

### Jeux olympiques
- Jeux olympiques d'été de 1920 à Anvers[1] (poids coqs)

## Famille
Il est le frère du boxeur James McKenzie.